# Svobodný pán
Svobodný pán, resp. svobodná paní (německy Freiherr [ˈfʁaɪˌhɛɐ̯]; resp. Freifrau [ˈfʁaɪˌfʁaʊ] nebo častěji Freiin [ˈfʁaɪ.ɪn], neprovdaná dcera „Freifräulein“ [ˈfʁaɪˌfrɔɪ.laɪn]) je někdejší šlechtický titul udělovaný v rámci Svaté říše římské, tzn. na území Německa, v Českém království, potažmo Rakousku-Uhersku a Baltských státech, a to až do roku 1918. Někdy je možné setkat se s ekvivalentem titulu baron.
V německých zemích se používala také ženská podoba titulu svobodného pána (Freiherr) svobodná paní (něm. Freifrau); pro dceru svobodného pána se používal výraz Freiin (zkrácená forma od „Freifräulein“).
Titul se dosud používá v některých státech: ve Švédsku a částečně také v Dánsku (a Norsku), kde má podobu friherre, a ve Finsku jako vapaaherra.
Německá podoba tohoto titulu Freiherr se stala v lidové češtině základem slova frajer – původně ve významu fešák, sekáč, ten, kdo chodí nápadně pěkně oblékaný, pak hezký, naparáděný či vyzývavý mladík, resp. nebojácný, obdivovaný muž.